# Peter Šoltés
Peter Šoltés (* 25. března 1961, Bratislava) je bývalý slovenský fotbalista, útočník.

## Fotbalová kariéra
Hrál za ZŤS Petržalka, Dukla Praha, VTJ Tábor a DAC Dunajská Streda. V lize nastoupil ke 144 zápasům a vstřelil 25 branek. V evropských pohárech nastoupil v 7 utkáních a dal 1 gól.